# Ion Neculce (Iași)
Ion Neculce è un comune della Romania di 5 637 abitanti, ubicato nel distretto di Iași, nella regione storica della Moldavia.
Il comune è formato dall'unione di 6 villaggi: Buznea, Dădești, Gănești, Ion Neculce, Prigoreni, Războieni.
Il comune prende nome da Ion Neculce, boiardo e storico del XVII secolo, autore di cronache sul periodo in cui visse.